# Municipio de Powers Lake
El municipio de Powers Lake (en inglés: Powers Lake Township) es un municipio ubicado en el condado de Mountrail en el estado estadounidense de Dakota del Norte. Según el censo de los Estados Unidos de 2010 tenía una población de 54 habitantes y una densidad poblacional de 0,58 personas por km².

## Geografía
El municipio de Powers Lake se encuentra ubicado en las coordenadas 48°29′46″N 102°41′23″O / 48.49611, -102.68972. Según la Oficina del Censo de los Estados Unidos, el municipio tiene una superficie total de 92.91 km², de la cual 92,11 km² corresponden a tierra firme y (0,86 %) 0,8 km² es agua.

## Demografía
Según el censo de 2010, había 54 personas residiendo en el municipio de Powers Lake. La densidad de población era de 0,58 hab./km². De los 54 habitantes, el municipio de Powers Lake estaba compuesto por el 96,3 % blancos, el 1,85 % eran amerindios y el 1,85 % eran de una mezcla de razas. Del total de la población el 0 % eran hispanos o latinos de cualquier raza.